# 핵분열 물질
핵분열 물질(核分裂物質)은 핵분열에서 연쇄반응을 떠받히는 물질이다.
정의를 내리자면, 핵분열 물질은 에너지를 가진 중성자에 의해 연쇄반응을 한다. 그러므로 에너지를 가지고 있는 중성자 중에서 열 중성자나 혹은 고속 중성자를 선호한다. 그러므로 분열물질은 다음과 같은 곳에 연료로 쓰이게 된다:
- 감속재가 있는 열 원자로
- 감속재가 없는 고속로
- 핵폭발

## 같이 보기
- 핵원료 물질